# Attilio Fontana
Pour les articles homonymes, voir Fontana.
Attilio Fontana (né le 28 mars 1952 à Varèse) est un avocat et homme politique italien, membre de la Ligue du Nord. Il est président de la région Lombardie depuis le 26 mars 2018.